# Distrito electoral local 7 de Hidalgo
El Distrito electoral local 7 de Hidalgo es uno de los dieciocho distritos electorales locales del estado de Hidalgo para la elección de diputados locales. Su cabecera es la ciudad de Mixquiahuala.

## Historia

### Mixquiahuala como cabecera distrital

Mixquiahuala de Juárez sede del Consejo distrital.

De 1869 a 1871 Mixquiahuala no fue cabecera distrital. De 1871 a 1879 en Hidalgo existieron dieciséis distritos siendo Mixquiahuala el IX Distrito. De 1879 a 2016  Mixquiahuala no fue cabecera distrital.
El 3 de septiembre de 2015 el Consejo General del Instituto Nacional Electoral (INE) aprobó los distritos electorales uninominales locales y sus respectivas cabeceras distritales de Hidalgo, que entraron en vigor para las elecciones estatales de Hidalgo en 2016. En el año 2023, se aprobó una nueva demarcación territorial, quedando Mixquiahuala como cabecera distrital.

## Demarcación territorial
Este distrito está integrado por un total de seis municipios, que son los siguientes:
- Ajacuba, integrado por 11 secciones electorales.
- Atitalaquia, integrado por 10 secciones electorales.
- Francisco I. Madero, integrado por 17 secciones electorales.
- Mixquiahuala de Juárez, integrado por 22 secciones electorales.
- Progreso de Obregón, integrado por 12 secciones electorales.
- Tetepango, integrado por 7 secciones electorales.

## Diputados por el distrito
- LXIII Legislatura (2016-2018)
  - Ana Bertha Díaz Gutiérrez, PANAL.[9][10]
- LXIV Legislatura (2018-2021)
  - Lisset Marcelino Tovar, MORENA.[11][12]
- LXV Legislatura (2021-2024)
  - Lisset Marcelino Tovar, MORENA.[13]